# Мангистауський сільський округ
Мангиста́уський сільський округ (каз. Маңғыстау ауылдық округі, рос. Мангистауский сельский округ) — адміністративна одиниця у складі Мунайлинського району Мангистауської області Казахстану. Адміністративний центр та єдиний населений пункт — село Мангистау.
Населення — 33141 особа (2021; 14818 у 2009, 12433 у 1999, 10703 у 1989).
Станом на 1989 рік існувала Мангишлацька селищна рада (смт Мангишлак), з 1993 року — Мангистауська селищна адміністрація, з 2005 року — Мангистауський сільський округ.